# Danmarks röst
Danmarks röst är ett radioprogram som leddes av journalisten Mikael Jalving (4 veckor) och psykologen Eva Rusz (1 vecka) på den danska privatägda public service-kanalen Radio24syv med början 30 juni 2014 till det sista avsnittet den 2 augusti 2014.
Programmet var inspirerat av Voice of America som under Kalla kriget sände radio som nådde förbi Järnridån. Danmarks röst var ett "dagligt debattprogram till svenskarna, om allt som de inte kan, vill eller får tala om i svenska medier" och det genomgående temat var svenska tabun.

## Medverkande gäster
- Gunnar Sandelin (30 juni 2014 och 1 juli 2014)
- Ilan Sadé (1 juli 2014)
- Jan Tullberg (2 juli 2014)
- Maria Eriksson (2 juli 2014)
- Göran Adamson (3 juli 2014)
- Peter Sköld (3 juli 2014)
- David Eberhard (7 juli 2014)
- Lars Vilks (8 juli 2014)
- Henrik Rönnquist (8 juli 2014) Om utställningen med Dan Park 2014
- Elisabet Höglund (8 juli 2014)
- Mattias Svensson (10 juli 2014)
- Ingrid Carlqvist (11 juli 2014)
- Eva Rusz (11 juli 2014)
- Tanja Bergkvist (11 juli 2014)
- Pye Jakobsson (14 juli 2014)
- Clara Berglund (14 juli 2014)
- Johan Hakelius (15 juli 2014)
- Nathan Shachar (17 juli 2014)
- Marcus Birro (17 juli 2014)
- Vladimir Oravsky (18 juli 2014 och 24 juli 2014)
- Per Landin (18 juli 2014)
- Magnus Dalsvall (18 juli 2014)
- Aje Carlbom (21 juli 2014)
- Mona Walter (21 juli 2014)
- Marika Formgren (23 juli 2014)
- Pär Ström (23 juli 2014)
- Widar Nord (23 juli 2014) Utgivare av tidningen Fria Tider
- Erik Wedin (24 juli 2014) Initiativtagare till webbplatsen genusdebatten.se
- Ivar Arpi (25 juli 2014)
- Fredrick Federley (28 juli 2014)
- Fredrik Nyström (29 juli 2014)
- Camilla Wagner (29 juli 2014)
- Christian Sörlie Ekström (31 juli 2014)
- Lotta Gröning (1 augusti 2014)

## Recensioner
Redan två veckor innan det första avsnittet av det direktsända programmet hade sänts kritiserades det i Aftonbladet för brist på fakta och analys och för att "[vila] på den bisarra premissen, att åsikter som inte dominerar i offentligheten just därför är mer sanna." Recensenten bjöds tidigt in att medverka i programmet för att utveckla kritiken, men denne avböjde å hela Aftonbladets kulturredaktions vägnar att delta.

## Senare kommentarer
Programledaren Mikael Jalving kommenterade 2018 att debattklimatet i Sverige hade förändrats till det bättre och att Europa och normaliteten hade kommit till Sverige.